# Бынгкан (провинция)
Бынгкан, Бунгкан (тайск. บึงกาฬ) — провинция (чангват) в северо-восточной части Таиланда, в регионе Исан.
Административный центр — город Бынгкан.

## История
Бынгкан самая молодая провинция Таиланда. Образована 23 марта 2011 года. До образования новой провинции территории Бынгкана входили в состав провинции Нонгкхай.

## География
Провинция находится на северо-востоке региона Исан примерно в 615 км к северо-востоку от Бангкока. Общая площадь провинции составляет 4305 км² и занимает 52-е место по площади среди всех регионов страны.
Северная граница провинции проходит по реке Меконг. На севере граничит с лаосской провинцией Боликхамсай, на юге — с провинциями Саконнакхон и Накхонпханом, на востоке — с провинцией Нонгкхай.

## Административный состав
В состав провинции входят 8 ампхе, состоящие в свою очередь из 53 тамбонов и 615 мубанов.

## Население
По состоянию на 2015 год население провинции составляет 420 647 человек. Плотность населения — 119 чел/км². Численность женской части населения (49,5 %) несколько уступает численности мужской (50,5 %).